# Ian Kirkpatrick
Ian Andrew Kirkpatrick (* 24. Mai 1946 in Gisborne) ist ein ehemaliger neuseeländischer Rugby-Union-Spieler.
Er begann seine Karriere im Alter von 20 Jahren bei der Poverty Bay Rugby Football Union. Ein Jahr später wechselte er zur Canterbury Rugby Football Union und etablierte sich in der regionalen Auswahlmannschaft. Im Oktober 1967 wurde er zum ersten Mal in den Kader der All Blacks, der Nationalmannschaft, berufen, am 25. November desselben Jahres absolvierte er sein erstes Länderspiel, in Paris gegen Frankreich.
Seine internationale Karriere dauerte bis August 1977. Er kam in 39 Länderspielen zum Einsatz (davon neun als Mannschaftskapitän) und erzielte dabei 16 Versuche. Diese Marke war ein neuer nationaler Rekord und wurde erst 1983 durch Stu Wilson übertroffen. Kirkpatrick absolvierte weitere 74 Spiele für die All Blacks; zu seiner Zeit waren Spiele gegen Vereine und Regionalmannschaften weitaus häufiger als gegen Nationalmannschaften.
Auf nationaler Ebene erzielte Kirkpatrick 115 Versuche in 289 Spielen der höchsten Klasse. Außerdem war er für Canterbury bei 33 Spielen um den Ranfurly Shield im Einsatz. 1979 erklärte Kirkpatrick seinen Rücktritt. Im Jahr 2003 wurde er in die International Rugby Hall of Fame aufgenommen.